# 金子美奈子
金子 美奈子（かねこ みなこ、1961年12月18日 - ）は日本のダンサー、振付師、歌手、ファッションデザイナー。
米米CLUBのダンシングチーム・SUE CREAM SUEのメンバーで、米米CLUBではMINAKO名義で活動する。
ファッションブランド「マダムミーナ」、化粧品ブランド「animbeauty」を立ち上げており、旧姓の石井美奈子名義でプロデューサー・デザイナーとしても活動している。血液型はB型。
実兄は米米CLUBメンバーの石井竜也（カールスモーキー石井）で、同じく米米メンバーでBIG HORNS BEE主宰者の金子隆博（フラッシュ金子）は夫。

## 来歴・人物
エアロビクスインストラクターの資格を有しており、講師として教室を受け持っていたこともある。
米米CLUBでは、ダンス以外にもヴォーカルなどを担当する。デビューから現在まで、本人が中心となり振付を担当。また、米米だけに留まらず、アイドル歌手の振り付けやミュージカルのダンスの振り付けなどを請け負うこともある。米米CLUBのツアーのライブでエンジェルのような着ぐるみのピンクの方を担当。
1992年に同じく米米CLUBのメンバーである金子隆博（フラッシュ金子）と結婚。同年に発売された米米のシングル「君がいるだけで」は二人の結婚を祝う為に製作された楽曲で、同曲を含むアルバム「Octave」も同様に、二人の結婚を祝うコンセプトアルバムである。「Octave」には、本人がヴォーカルを担当した楽曲「心のままに」が収録されているほか、「君がいるだけで」が主題歌に起用されたドラマ「素顔のままで」では、石井美奈子名義で音楽プロデュースを担当している。
米米CLUBの活動と並行して、MINAKO名義でのソロヴォーカリスト、女優としての活動の他、自らのファッションブランド・MADAM MINA（マダムミーナ）、基礎化粧品ブランド・SURPRISMをプロデュース。デザイナーとしても活動している。ショップジャパン等の通販番組を中心に販売しており、テレビショッピングには本人が解説として出演するケースもある。
2015年から、歌謡歌手として大津みな子の名義で活動している。

## ディスコグラフィー

### MINAKO
- 君のぶぶチャチャ（MINAKO Ver.）（2002年6月19日） - 「だいすき！ぶぶチャチャ 〜音とふしぎのおもちゃ箱〜」収録

### SUE CREAM SUE

#### アルバム
| 発売日         | レーベル             | 規格 | 規格品番   | アルバム                         |
| -------------- | -------------------- | ---- | ---------- | -------------------------------- |
| 1986年         | フォーライフ         | LP   | 28K-111    | suecrealisme                     |
| 1989年11月21日 | フォーライフ         | CD   | FLCF-29011 | complete suecrealisme            |
| 1996年9月20日  | フォーライフ         | CD   | FLCF-3661  | complete suecrealisme            |
| 1994年11月2日  | ソニー・ミュージック | CD   | SRCL-3012  | SUEC SUPER GREATEST HITS(DELUXE) |

#### シングル
| 発売日        | レーベル           | 規格 | 規格品番  | 面 | タイトル                         | 作詞     | 作曲     | 編曲   | 備考                                    |
| ------------- | ------------------ | ---- | --------- | -- | -------------------------------- | -------- | -------- | ------ | --------------------------------------- |
| 1987年        | フォーライフ       | EP   | 7K-252    | A  | BAT MAN 〜crescent night story〜 | 只野菜摘 | 中崎英也 | 入江純 | NTV系アニメ「電光石火バットマン」主題歌 |
| 1987年        | フォーライフ       | EP   | 7K-252    | B  | I LOVE バットマン                | 佐藤純子 | 中崎英也 | 入江純 |                                         |
| 1996年5月22日 | ソニーミュージック | CD   | SRCL-3515 | 1  | 涙のピエレッタ                   |          |          |        |                                         |
| 1996年5月22日 | ソニーミュージック | CD   | SRCL-3515 | 2  | マイ・ソング・フォー・ユー       |          |          |        |                                         |

## 出演
- BUTCH COUNTDOWN RADIO（2000年10月 - 2003年6月、FM FUKUOKA）
- シャキーン!（2019年4月 - 、NHK Eテレ）
- おしゃれカンケイ(兄と一緒に出演)

## 作詞
- 「恋のNo.1 GIRL」（フラッシュバックス・フィーチャリング・ウラカターズ）